# Luise Müller
Luise Müller (* 21. August 1952 in Weißenstadt) ist eine österreichische evangelisch-lutherische Theologin und ehemalige Superintendentin der Evangelischen Superintendentur A. B. Salzburg und Tirol.

## Leben
Luise Müller studierte Evangelische Theologie an der Augustana-Hochschule Neuendettelsau, der Universität Erlangen und der Universität Wien. 1974 heiratete sie, aus der Ehe gingen drei Kinder hervor. Ihr Vikariat absolvierte Müller in der Christuskirche in Innsbruck. 1979 wurde sie durch Superintendent Emil Sturm zum geistlichen Amt ordiniert. Ab 1981 war sie Pfarrerin an der Johanneskirche in Kufstein.
Luise Müller wurde am 1. September 1995 als Nachfolgerin von Wolfgang Schmidt Superintendentin der Evangelischen Superintendentur A. B. Salzburg und Tirol. Sie war außerdem Kuratoriumsmitglied des Diakoniewerks Gallneukirchen und ab 2001 Vorsitzende des Diakonischen Ausschusses der Generalsynode der Evangelischen Kirche A. u. H. B. in Österreich. 2012 trat sie in den Ruhestand; ihr Nachfolger wurde Olivier Dantine.

## Auszeichnungen
- 2009: Großes Goldenes Ehrenzeichen für Verdienste um die Republik Österreich[1]

## Schriften
- Wege und Erfahrungen der evangelischen Kirche. Graz und Wien 1998
- Die Heiligen im Leben des Christenmenschen – heute. Wien 2005
- Glauben, Leben, Musik. Salzburg 2006
- Ökumene im Heiligen Land Tirol. Wien, Graz und Klagenfurt 2008